# Antônio Gomes Pimentel
Antônio Gomes Pimentel (1839 — 1917) foi um militar brasileiro.
Foi governador do Amazonas, de 25 de maio a 30 de junho de 1891.